# 東湖塘鎮 (寧郷市)
東湖塘鎮（とうことうちん）は中華人民共和国湖南省長沙市寧郷市の鎮。

## 行政区画
- 東湖塘社区
- 泉湾村
- 秦塘村
- 西沖山村
- 南竹村
- 燕山村
- 陶家湾村
- 手板塘村
- 麻山村
- 徐家壩村
- 在鳳村
- 火扇村
- 牛山村
- 泉山村
- 太平橋村

## 経済

### 名物・特産品
- 黒山羊
- 仔猪
- 葡萄
- 名貴魚

## 地理
東湖塘鎮は寧郷市の南東部に位置し、北東は夏鐸鋪鎮と、東は雨敞坪鎮と、西は如意郷、楊林郷と、北西は壩塘鎮と、南は花明楼鎮とそれぞれ接している。

## 教育
- 初級中学：東湖塘中学
- 中等専門学校：寧郷市職業中専

## 交通

### 道路
- 省道：省道S208線、1823省道
- 県道：東花線

## 出身有名人
- 周震鱗：中国同盟会の元老。